# Kamila Kurowska
Kamila Kurowska (ur. 12 stycznia 1928 w Krasnosielcu Leśnym, zm. 30 sierpnia 2024) – polska nauczycielka, poseł na Sejm PRL IV i V kadencji.

## Życiorys
Uzyskała wykształcenie średnie. Pracowała jako nauczycielka od 1955, następnie w 1973 została dyrektorką Szkoły Podstawowej im. Edwarda Rolskiego w Drążdżewie. Pracę zakończyła w 1990. Pełniła funkcję przewodniczącej Wojewódzkiej Rady Narodowej w Ostrołęce. Odznaczona Odznaką Honorową „Za zasługi dla województwa warszawskiego”. W 1965 i 1969 uzyskiwała mandat posła na Sejm PRL w okręgu Ostrołęka. Przez dwie kadencje zasiadała w Komisji Oświaty i Nauki.